# Grupo Carrinho
O Grupo Carrinho (designado algumas vezes por Carrinho Group) é um grupo agroalimentar angolano de origem familiar, fundado em 1993, na cidade de Benguela, por Leonor Lusitano Candundo Carrinho.
Actualmente, é considerado o maior grupo industrial do sector alimentar em Angola, com operações integradas na agricultura, transformação industrial e distribuição de bens de consumo.

## História
A génese do Grupo remonta a 1994, quando, através de um acordo informal com a Sonangol, os técnicos da petrolífera passaram a fazer as refeições no quintal da residência da Dona Leonor Carrinho. Este momento marcaria o início da trajetória empresarial do grupo, ao fortalecer a reputação da sua cozinha e abrir caminho para a prestação de serviços ao público em geral. Pouco tempo depois, a Empresa Nacional de Electricidade (ENE) passou também a figurar entre os clientes regulares.
O crescimento do negócio foi impulsionado por parcerias estratégicas, como a colaboração com a construtora brasileira Odebrecht, cuja cultura de eficiência empresarial contribuiu para a profissionalização da gestão e expansão das operações.
Em 2016, iniciou-se o processo de transformação da empresa Leonor Carrinho & Filhos LDA em Carrinho Empreendimentos Lda, formalizado em 2019 com a inauguração do Complexo Industrial Carrinho, composto por 17 fábricas.

## Estrutura e operações
O Grupo está organizado em três grandes áreas:
- Carrinho Agri – Responsável pela produção agrícola e pelo apoio à agricultura familiar e de larga escala.[6][7]
- Carrinho Indústria – Representa o segmento industrial, que transforma e embala alimentos, com capacidade de processar arroz, trigo, milho, refinar óleo e produzir mais de 20 tipos de bens de consumo.[3]
- Carrinho Comércio – Área comercial que inclui a rede de supermercados Bem Barato e Eskebra, lojas de modelo discount focadas em produtos nacionais.[8]

O grupo conta com cerca de 40 lojas Bem Barato, 15 lojas Eskebra, três centros logísticos com um total de 55.000 m² e uma capacidade industrial instalada para produzir até 1,5 milhão de toneladas por ano.

## Expansão financeira
Em 2021, o Grupo Carrinho adquiriu o Banco de Comércio e Indústria (BCI), numa operação inédita em Angola por ter sido a primeira realizada através de leilão em bolsa. Esta aquisição marcou a entrada do grupo no sector financeiro e permitiu reposicionar o banco com foco no apoio ao sector produtivo, agrícola e às pequenas e médias empresas (PMEs), acompanhado de uma nova estratégia e rebranding.

## Reconhecimento
Em 2021 o Grupo Carrinho venceu o grande prémio da primeira edição da Expo Feito em Angola.
Em 2023, o Grupo foi distinguido nos Prémios Forbes Responsabilidade Social na categoria Agricultura, Transporte e Logística, iniciativa da Forbes África Lusófona, reconhecendo o seu contributo para o desenvolvimento sustentável em Angola.
Também foi distinguido nos Prêmios SIRIUS, da Deloitte, em 2024, na Categoria de Responsabilidade Social. Ambas as distinções foram por conta do seu programa de responsabilidade social, destinada às crianças do ensino primário, com a distribuição de mais de 290 mil merendas escolares por dia e atingindo a marca de mais de 100 milhões de merendas distribuídas desde o início do referido programa.

## Marcas
O Grupo Carrinho detém diversas marcas no sector alimentar, entre as quais:
- Tio Lucas[8]
- Kipão[8]
- GIRA[8]
- Freska
- B!
- Nakuara
- Etete
- Kitandeira[8]
- Nutripec
- Pro Nutripec
- Papuxo
- Kioca